# Uhřice u Boskovic
Uhřice (deutsch Ungerndorf) ist eine Gemeinde in Tschechien. Sie liegt fünf Kilometer südlich von Jevíčko und gehört zum Okres Blansko.

## Geographie
Uhřice befindet sich am nordwestlichen Fuße des Drahaner Berglandes in dem als Kleine Hanna bezeichneten nördlichen Teil der Boskowitzer Furche. Westlich des Dorfes fließt der Bach Uhřický potok. Ebenfalls westlich in drei Kilometer Entfernung verläuft die Eisenbahnstrecke zwischen Chornice und Boskovice, die hier die Trasse der unvollendeten Reichsautobahn Wien-Breslau überquert. Die nächste Bahnstation trägt den Namen Cetkovice. Östlich des Dorfes erhebt sich die Vrchhora (554 m) und im Süden die Lipina (589 m).
Nachbarorte sind Jevíčko, Podhájský Mlýn und Jaroměřice im Norden, Vrchní Mlýn und Nový Dvůr im Nordosten, Úsobrno im Osten, Nové Sady und Horní Štěpánov im Südosten, Pohora im Süden, Cetkovice, Borotín und Dvořiště im Südwesten, Velká Roudka im Westen sowie Velké Opatovice im Nordwesten.

## Geschichte
Das Dorf wurde wahrscheinlich während der Kriegszüge Břetislavs I. gegen die Ungarn gegründet. Die erste schriftliche Erwähnung von Vgerczy erfolgte im Jahre 1078, als Markgraf Otto I. den Gau Úsobrno dem Kloster Hradisch schenkte. König Wladislaw Jagiello verpfändete 1499 die Propstei Knínice mit den Städtchen Knínice und Svitávka sowie den Dörfern Uhřice, Úsobrno, Světlá, Cetkovice, Šebetov, Kořenec und Okrouhlá an seinen Berater Ladislav von Boskowitz. Dieser errichtete in Knínice eine Grundherrschaft und schloss ihr weitere Dörfer an. Später gelangte die Herrschaft an das Kloster Hradisch zurück. Im Laufe des 16. Jahrhunderts wurde Šebetov zum neuen Herrschaftssitz ausgebaut und der Orden ließ dort als Residenz ein großes Schloss errichten. Nach der Aufhebung des Klosters im Zuge der Josephinischen Reformen fielen dessen Güter 1784 dem Religionsfonds zu. Bis zu dieser Zeit war das Dorf nach Cetkovice eingeschult. Ab 1784 besuchten die Kinder der Protestanten die Schule in Vanovice. 1825 kaufte Karl Graf Strachwitz die Herrschaft Šebetov. Sein Sohn Moritz Graf Strachwitz erbte 1837 den Besitz.
Nach der Aufhebung der Patrimonialherrschaften bildete Uhřice/Ungerndorf ab 1850 eine Gemeinde in der Bezirkshauptmannschaft Moravská Třebová. 1855 wurde die Gemeinde der Bezirkshauptmannschaft Jevíčko zugeordnet, die 1868 wieder aufgehoben wurde. Zwischen 1860 und 1865 gehörten die Güter Karl Octavius zur Lippe-Weißenfeld. Im Jahre 1863 wurde in Ungerndorf nach dreimonatiger Bauzeit eine evangelische Schule eingeweiht. 1865 wurden die Grafen Strachwitz kurzzeitig wieder Besitzer der Šebetover Güter. Im Zuge der Zwangsvollstreckung ersteigerte im selben Jahre der Wiener Fabrikant Johann May den Besitz, den er 1877 dann an Moritz von Königswarter verkaufte. Die 1866 gegründete Darlehnskasse ist eine der ältesten in Mähren. 1878 gründete sich die Freiwillige Feuerwehr. Nachdem die Zahl der Schüler auf 102 angewachsen war, wurde im Jahre 1900 eine neue Schule eingerichtet. 1929 entstand südlich des Dorfes die Talsperre Lipina. Während der deutschen Besetzung war Ungerndorf zwischen 1941 und 1945 dem Politischen Bezirk Boskowitz zugeordnet. Nach Kriegsende wurde die Gemeinde zunächst wieder Teil des Okres Moravská Třebová und 1949 wiederum dem Okres Boskovice zugewiesen. Im Jahre 1958 bestand Uhřice aus 120 Häusern, in denen 470 Personen lebten. Mit Beginn des Jahres 1961 wurde Uhřice dem Okres Blansko zugeordnet.

## Gemeindegliederung
Für die Gemeinde Uhřice sind keine Ortsteile ausgewiesen.

## Sehenswürdigkeiten
- Kapelle